# Henri Kretzer
Henri Kretzer (* Februar 1895) war ein deutscher Eishockeyspieler und Eisschnellläufer.
Kretzer startete in seiner Jugend beim Berliner EV 1886, 1913 wechselte er zum Berliner Schlittschuhclub. 1920 war er kurzzeitig beim VfK Königsberg.

## Eishockey
Kretzer nutzte beim Eishockeyspiel seine Geschwindigkeit und setzte auf Körpereinsatz, technisch war er nicht herausragend. Er nahm mit der deutschen Nationalmannschaft an der Europameisterschaft 1914 teil und gewann die Silbermedaille. 1920 wurde er mit dem BSchC Deutscher Meister.
Kretzer wurde in die Hockey Hall of Fame Deutschland aufgenommen.

## Eisschnelllauf
1913 wurde Kretzer Deutscher Meister im Allround-Mehrkampf. Zu diesem Zeitpunkt war er noch Junior und bei Berliner EV gemeldet. 1914, inzwischen bei BSchC, wurde er Zweiter. Ebenfalls 1914 trat er bei der Europameisterschaft an und belegte den 5. Platz. Auch nach dem Ersten Weltkrieg war Kretzer noch aktiv, 1919 wurde er Berliner Meister.